# Francisco de Solís (pintor)

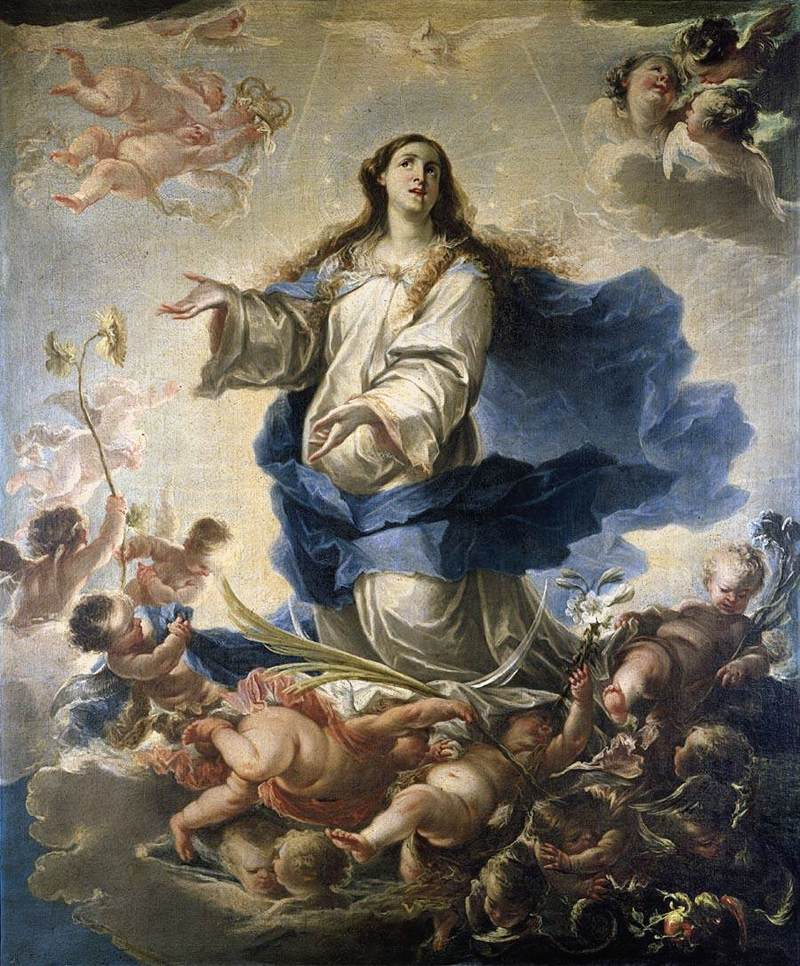
Inmaculada Concepción, 1682, óleo sobre lienzo (168 x 139 cm), colección privada.

Francisco de Solís (c. 1620/1625-1684), fue un pintor español, hijo de Juan de Solís y adscrito a la escuela madrileña del pleno barroco. Hombre culto, coleccionista de dibujos y recopilador de unas pérdidas biografías de artistas españoles, para las que Antonio Palomino dice que tenía abiertas muchas láminas con sus retratos, llegó a desarrollar un estilo propio, de figuras esbeltas y colores claros, «de una manera muy fresca, hermosa y grata al vulgo».

## Biografía y obra

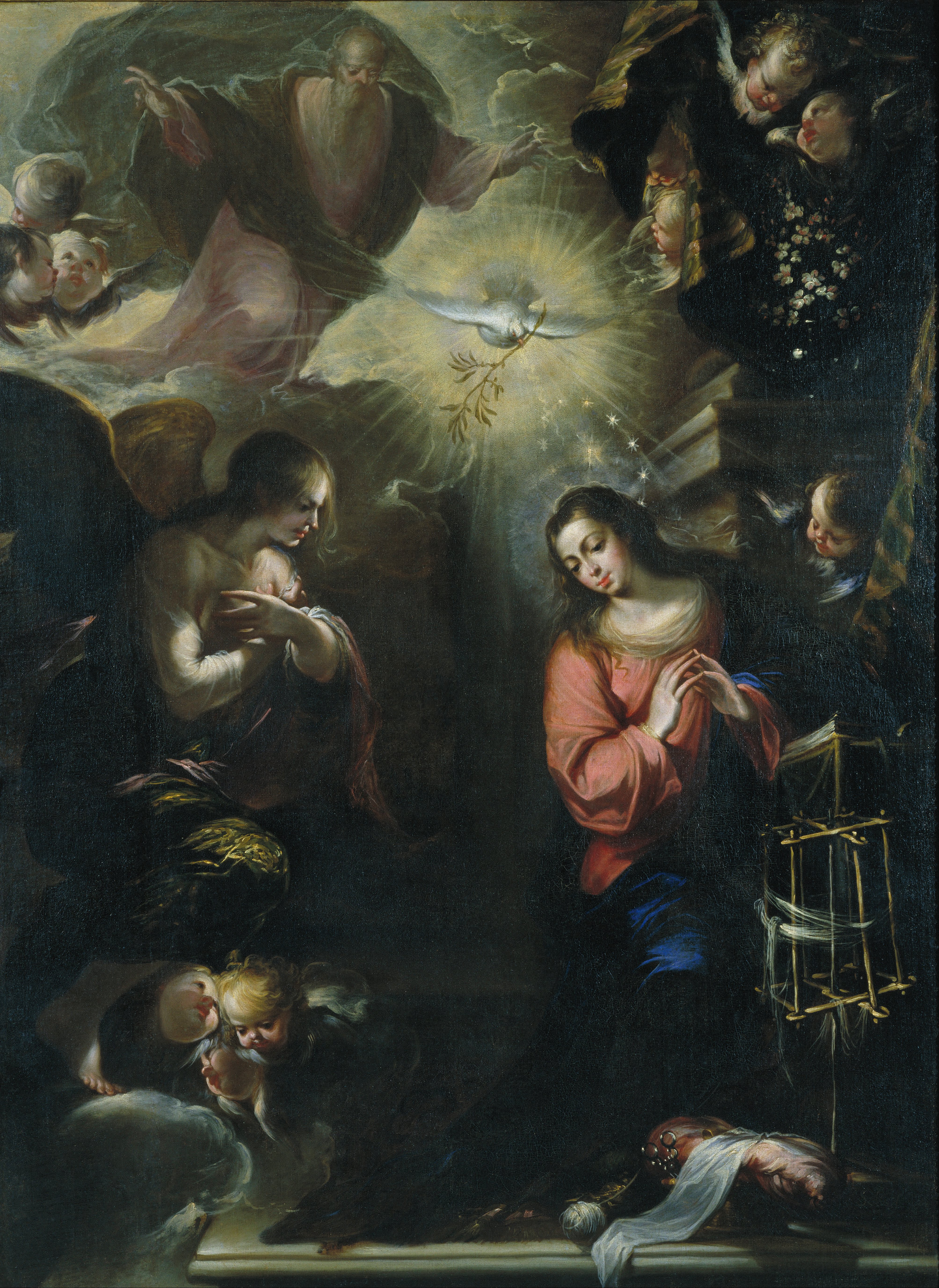
La anunciación, 1664. Óleo sobre lienzo, 170 x 131.5 cm. Barcelona, Museu Nacional d'Art de Catalunya.

Nacido en Madrid, hijo del también pintor Juan de Solís, inició por voluntad paterna la carrera eclesiástica aunque no llegase a ordenarse sacerdote, practicando la pintura en el taller paterno únicamente en sus ratos de ocio, según asevera Palomino. Artista precoz, no obstante, cuenta su biógrafo que con dieciocho años pintó un cuadro para los capuchinos de Villarrubia de los Ojos que se expuso en Madrid, en presencia de los reyes, antes de ser llevado a su destino y que Felipe IV enterado de las circunstancias le mandó firmarlo y poner la edad.
De condición hidalga y casado con Lucía Barragán, también de familia noble, se relacionó con intelectuales como Pedro Calderón de la Barca. Disfrutando de una situación económica desahogada, aunque Palomino dice que falto de ambición buscó ante todo su comodidad y descanso, reunió una nutrida biblioteca y una rica armería, además de una estimable colección de estampas y dibujos, algunos de los cuales han llegado hasta la actualidad firmados por él. Mantuvo abierta en su casa durante muchos años academia de dibujo y preparó, al parecer, una cartilla de dibujo a la que debieron de pertenecer un par de estampas grabadas por Diego de Obregón, a pesar de lo cual su pintura adolece con frecuencia de cierto amaneramiento y falta de estudio del natural y solo se le conoce un discípulo, José Moreno.
Trabajó mucho para conventos madrileños y su éxito le permitió recibir también numerosos encargos de fuera de Madrid: franciscanos de Viana (Navarra), dominicas de Villanueva de los Infantes (Ciudad Real) y Marchena (Sevilla), convento de las Lauras de Valladolid, e incluso, según Palomino, de América. Para el convento de Carmelitas Descalzas de Boadilla del Monte, donde ingresó religiosa su hija Petronila, pintó en 1675 la gran tela de la Anunciación de su retablo mayor, recientemente hecha pedazos. Suyas eran, según Palomino, todas las pinturas de la capilla de Nuestra Señora de Copacabana en el desaparecido convento de Agustinos recoletos de Madrid, así como muchas de las que se encontraban en los Capuchinos del Prado. 
La primera de sus obras conservadas es una Anunciación de los Redentoristas de Madrid, fechada en 1656, cuyo estilo muestra aún resonancias de la pintura madrileña de comienzos de siglo, pronto abandonadas para acercarse al modo de hacer de artistas como Pedro Ruiz González o el joven Francisco Ignacio Ruiz de la Iglesia, en la estela de Francisco Rizi. Como pertenecientes a esta segunda etapa, la que mejor caracteriza su manera fresca y hermosa y de la que mayor número de obras se conservan, pueden mencionarse la Visitación (1666, Museo de Villanueva y la Geltrú) y la Presensación del Niño en el templo (Museo de Cádiz), ambas propiedad del Museo del Prado y procedentes de los Trinitarios Descalzos de Madrid, la Visión de santa Magdalena de Pazzis del Colegio de los Ingleses de Valladolid, una de sus obras más ambiciosas, y la Huida a Egipto del Palacio Real, además de cierto número de Inmaculadas de elegancia un tanto afectada.
Aunque todo lo conservado pertenece al género devocional, consta por Palomino que también cultivó la mitología, ´habiéndose encargado de la pintura de las Fuerzas de Hércules en el ornato de la plaza de San Salvador con motivo de la entrada en la corte de María Luisa de Orleans en 1679. Falleció en Madrid el 25 de septiembre de 1684 y fue enterrado en el convento de la Victoria.